# ジャネット・エンジェル
ジャネット・エンジェル（Jeannette Angell, 1956年 - ）はアンジェ生まれ、ボストン在住の小説家・作家、人類学者。恋人に全財産を持ち逃げされて困窮のあげく、売春に活路を見出し、昼間は大学の教壇に立ちつつ夜間は娼婦として生きた三年間を綴るノンフィクション『コールガール』を出版。本書は全米書店業協会（ABA）の2004年ベスト・ノンフィクション賞にノミネート。エンジェルは本書で売春の合法化を主張している。

## 概要
フランス人の父と米国人の母の間に生まれ、21歳までフランスで生活。バカロレアを取得後、地元のアンジェ西カトリック大学 (Université Catholique de l'Ouest) に進学して神学史（歴史神学）を専攻、学士号を得て21歳で渡米する。
渡米後、フィッチバーグ州立大学（Fitchburg State College）において歴史学で学士号を取得し、さらにその後イェール大学で神学修士号、ボストン大学で人類学博士号を取得してからハーヴァード大学、マサチューセッツ工科大学、ロンドン・スクール・オブ・エコノミクスなどで社会学、歴史学、宗教学、人類学の講師や著作の執筆の分野で精力的に活躍。女性学の深江誠子によれば、学生の考え方をうまく引き出し、指導する能力に恵まれていたという（図書新聞）。実際、エンジェル自身も、教えることがとても得意だと自負している。
1990年代の初めごろ、33歳になっていたある日、恋人が銀行預金を全額引き出し逃走した。当面の生活資金に窮したエンジェルは、仕事を探す羽目になり時給200ドルの職・売春業を探し当てた。週刊誌「ボストンフェニックス」（The Boston Phenix）の女性向け求人広告を見る限り、当面の貧乏暮らしを避ける方法はコールガール派遣組織（Escort agency）を通じて娼婦になる以外ないと考え、逡巡の結果、思い切ってエスコートサービスに電話し、応募した日の夜から客を取り、コールガール業界に入る。
コールガール派遣組織を仕切っていた女将の機転の効いた能力と親身さ、それに用心深さが幸いし、約三年間の娼婦生活を昼間はセーラム州立大学（Salem State College）の講師をしながら、夜になると娼婦として暮しを立てる二重生活で三年間、薬物依存症に陥ることはなく、また官憲に逮捕されることもなく無事過ごした。
2004年7月、娼婦生活三年間の回顧記『コールガール』を出版。米国内で一大センセーションを呼び、全米書店業協会から同年のベスト・ノンフィクション賞にノミネートされるなど話題となる。マスメディアからも注目を受け、テレビ等の媒体やさまざまな団体から講演依頼を受けることになった。
『コールガール』でエンジェルは過去の娼婦生活を振り返り、売春にまつわる不正や搾取を除去するには、売春を合法化する以外に方法はないと言い切っている。深江誠子はフェミニストの立場から、売春をなくす方向で立論しているが、娼婦の安全を確保するためエンジェルの主張をとりあえず支持し、売春合法化に賛同している（前出『図書新聞』第2769号・2006年4月8日付）。
エンジェルは現在、夫とその連れ子、猫二匹とともにボストンに在住してコールガール派遣組織の女将を描いた "Madam" （『コールガール』の続編）を脱稿後、ミステリ小説を執筆していると伝えられている。なお英語名 Jeannette Angell のスペルミスに要注意。

## 著書

### 日本語訳
- 2006年1月 那波かおり訳『コールガール　私は大学教師（プロフェッサー）、そして売春婦』筑摩書房、ISBN 4480837159
  - 原著:Jeannette Angell, Callgirl:Confessions of an Ivy League Lady of Pleasure, Permanent Press, New York, Hardcover:July 2004, ISBN 1579621104 , Paperback:HarperCollins Publishers, 1st April 2005, ISBN 0060736054

### 日本語訳未公刊
- 1984年7月 Légende, Alyson Publications, ISBN 0932870503
- 1988年8月 Wings, Lynx Books, ISBN 1558020209
- 1989年4月 Flight (Wings, No 2), Lynx Books, ISBN 1558020217
- 1993年5月 All Ground Is Holy:A Guide to the Christian Retreat, Morehouse Publishing, ISBN 081921597X
- 2000年6月 The Illusionist, Writers Club Press, ISBN 0595096816
- 2005年9月 Summer People (as Amazon Short), Amazon.com
- 2006年6月 Madam, HarperCollins Publishers, ISBN 0060884576